# Рожицький Леонтій
Леонтій Рожи́цький (роки народження і смерті невідомі) — живописець XVII століття. 
Жив у Галичині. Належав до малярів-василіян Покровської (Руської) провінції. 1650 року створив ікони «Нерукотворний Спас» і «Святий Микола» для церкви села Сливок (тепер Івано-Франківська область).